# 테오필로 구티에레스
테오필로 안토니오 구티에레스 롱칸시오(스페인어: Teófilo Antonio Gutiérrez Roncancio, 1985년 5월 17일 ~ )는 콜롬비아의 축구 선수이다. 현재 카테고리아 프리메라 A의 데포르티보 칼리에서 활동하고 있으며, 포지션은 스트라이커이다.